# Kristian Østervold
Kristian Johan Østervold (Austevoll, Hordaland, 16 de gener de 1885 - Fitjar, Hordaland, 29 de juliol de 1960) va ser un regatista noruec que va competir a començaments del segle xx. Era germà dels també regatistes Henrik, Jan i Ole Østervold.
El 1920 va prendre part en els Jocs Olímpics d'Anvers, on va guanyar la medalla d'or en els 12 metres (1907 rating) del programa de vela, a bord de l'Atlanta.